# 나이만
나이만(Найман)은 몽골 제국이 성립하기 전 몽골고원 서북부 이르티시강 저지대 지역에서 상류 지역, 알타이산맥 사이 영역에서 할거하고 있던 유목민 집단이다. 몽골계이다. 《원사》, 《원조비사》에 나오는 한자 표기는 내만(乃蠻)이다. 《집사》의 페르시아어 표기는 나이이만(페르시아어: نايمان)이다. 서쪽으로는 준가르 분지의 사막지역을 끼고 위구르인의 코초 왕국과 접했고 북쪽은 알타이산맥을 경계로 키르기즈와, 동쪽으로는 카라코룸 산맥을 경계로 케레이트와 인접했다.
1175년 전까지는 서요의 속국이었다.

## 같이 보기
- 중세 몽골 부족